# Władysław Baczyński (polityk)
Władysław Baczyński (ur. 8 lipca 1893 w Prząsławiu, zm. po 29 grudnia 1937 w ZSRR) – polski polityk komunistyczny, członek KPP, poseł na Sejm II kadencji w latach 1928–1929.

## Życiorys
Urodził się w rodzinie robotniczej – Jana i Józefy. Po śmierci ojca, w 1906, podjął dorywczą pracę, od 1910 został zatrudniony na stałe w hucie „Milowice” w Sosnowcu. Między 1908 a 1910 był członkiem PPS, od 1916 należał do SDKPiL, zaś od 1918 do KPRP (później działającej jako KPP). Podczas wyborów do Sejmu I kadencji prowadził agitację za listą wyborczą Związku Proletariatu Miast i Wsi (oficjalna ekspozytura, zdelegalizowanej od marca 1919, partii komunistycznej) wskutek czego został aresztowany i przez 6 miesięcy przebywał w więzieniu w Będzinie, po czym opuścił je za kaucją i wyjechał do Francji, gdzie w latach 1922–1926 pracował w kopalni "Marles" w departamencie Pas-de-Calais. W trakcie pobytu zagranicą był członkiem Sekcji Polskiej Francuskiej Partii Komunistycznej. W 1926 wydalony z Francji, za pomoc górnikom angielskim, wrócił do kraju i kontynuował działalność w KPP jako sekretarz Komitetu Dzielnicowego w Sosnowcu, a następnie został członkiem Komitetu Okręgowego KPP Zagłębia Dąbrowskiego. W 1927 rozpoczął pracę w kopalni „Czeladź” w Sosnowcu, w tym samym roku kierował także komunistyczną kampanią wyborczą do Sejmu na obszarze Zagłębia.
W skład Sejmu II kadencji został wybrany z listy nr 13 – Jedności Robotniczo-Chłopskiej (oficjalnej przybudówki zdelegalizowanej Komunistycznej Partii Polski) w okręgu nr 21 (Będzin). W Sejmie był członkiem klubu Komunistycznej Frakcji Poselskiej (Klubu Sejmowego Jedności Robotniczo-Chłopskiej). Nie pracował w komisjach. 22 maja 1928 został pozbawiony przez Sejm immunitetu poselskiego i oskarżony o zdradę stanu polegającą na przynależności do nielegalnej organizacji – partii komunistycznej dążącej do rewolucyjnej zmiany ustroju państwa. Wyrokiem Sądu Okręgowego w Sosnowcu z 5 kwietnia 1929 skazany na 5 lat ciężkiego więzienia (wyrok odbywał między innymi na Pawiaku w Warszawie). Zrzekł się mandatu 5 grudnia 1929.
W 1932, po wymianie więźniów politycznych, wyjechał do ZSRR i rozpoczął pracę jako technik-górnik w kopalni "Nowoekonomiczeskaja" w Donbasie. Na terenie ZSRR kontynuował działalność w organizacjach komunistycznych – był członkiem WKP (b), uczestniczył w Stowarzyszeniu Starych Bolszewików oraz Stowarzyszeniu byłych Katorżników i Zesłańców Politycznych w Zagłębiu Donieckim. W dniu 11 sierpnia 1937, na fali stalinowskich czystek, aresztowany i 29 grudnia 1937 skazany na karę śmierci przez Kolegium Specjalne NKWD.